# Kapelle
Kapelle (phát âmⓘ) là một đô thị và thị trấn]] ở tây nam Hà Lan bên Zuid-Beveland.

## Các trung tâm dân cư
- Biezelinge
- Kapelle
- Schore
- Wemeldinge

## Cư dân nổi tiếng
- Annie M.G. Schmidt – nhà văn
- Jan Peter Balkenende - bộ trưởng
- Jan Kees de Jager - bộ trưởng